# Katherine Neville
Katherine Neville là tác giả người Mỹ có những tác phẩm bán chạy nhất trên thế giới trên tờ NY Times, USA Today chuyên viết tiểu thuyết phiêu lưu/săn lùng kho báu. Các tiểu thuyết của bà bao gồm The Eight (1988), A Calculated Risk (1992), The Magic Circle (1998) và The Fire (2008), là phần tiếp theo của The Eight.

## Tiểu sử
Katherine Neville sinh ra ở miền Trung Tây và theo học đại học ở Colorado, sau đó nghiên cứu sau đại học về văn học châu Phi. Về sau bà chuyển đến Thành phố New York và bắt đầu sự nghiệp trong lĩnh vực máy tính, làm việc cho IBM trong lĩnh vực vận tải và năng lượng.
Trong thập niên 1970, Neville là nhà tư vấn xử lý dữ liệu quốc tế cho chính phủ Algérie, và cuối những năm 1970, bà đến làm việc tại khu nghiên cứu hạt nhân của Bộ Năng lượng ở Idaho. Giữa công việc và trong thời gian đi học, bà tự lực cánh sinh như một họa sĩ và người mẫu. Kinh nghiệm này đã giúp Neville phát triển kỹ năng nhiếp ảnh của riêng mình và sau cùng bắt đầu gầy dựng công việc kinh doanh nhiếp ảnh ở Colorado, nơi bà nắm quyền điều hành trong vài năm.
Năm 1980, bà chuyển đến San Francisco và trở thành phó chủ tịch của Bank of America. Sau khi xuất bản cuốn sách đầu tiên của mình (The Eight), bà đi sang châu Âu, sống ở Vienna, Áo và miền bắc nước Đức, cùng với người bạn đời của mình, nhà thần kinh học quá cố, Tiến sĩ Karl Pribram. Trong những năm 1990 Neville và Pribram chuyển đến sống tại Virginia và Washington, DC. Việc trùng tu ngôi nhà và xưởng vẽ của người thợ gốm nổi tiếng Teruo Hara của bà đã được đăng trên tờ The Washington Post.

## Tác phẩm
Tiểu thuyết của Neville có thể sánh với các tác phẩm của Alexandre Dumas, Umberto Eco, Charles Dickens và Steven Spielberg. Sách của bà đã được dịch ra bốn mươi thứ tiếng và được in ở hơn 80 quốc gia. Sách của Neville đã xuất hiện trong danh sách bán chạy nhất và nhận được nhiều giải thưởng và danh hiệu trên khắp thế giới.
| Năm  | Tiểu thuyết                        | Ấn hành                                                                          | Sách điện tử | Audio                               |
| ---- | ---------------------------------- | -------------------------------------------------------------------------------- | ------------ | ----------------------------------- |
| 1988 | The Eight (Tám)                    | Random House / Ballantine (Trade ISBN 9780345419088 & Mass Market 9780345366238) | Open Road    | Random House Audio                  |
| 1992 | A Calculated Risk (Rủi ro dự tính) | Random House / Ballantine (Mass Market 9780345386823)                            | Open Road    |                                     |
| 1998 | The Magic Circle (Hội Ma thuật)    | Random House / Ballantine (Mass Market 9780345423139)                            | Open Road    | Random House Audio / BDD (abridged) |
| 2008 | The Fire (Lửa)                     | Random House / Ballantine (Trade Paperback 9780345500687)                        | Open Road    | Random House Audio                  |

### Truyện ngắn và chương sách[6]
- Acqua Vitae (trong Romantic Times Booklovers: The Haunted West). Ngày 12 tháng 11 năm 2018.
- Cuba Libre (trong Mystery Writers of America: Ice Cold: Tales of Intrigue from the Cold War. Jeffery Deaver & Raymond Benson biên tập). Ngày 1 tháng 4 năm 2014.
- The Lunar Society (trong The Mystery Writers of America: The Mystery Box. Brad Meltzer biên tập). Ngày 1 tháng 1 năm 2013.
- En Passant (trong Masters of Technique. Howard Goldowsky biên tập). Ngày 16 tháng 6 năm 2010.
- The Tuesday Club (trong Thriller: Stories to Keep you Up All Night. James Patterson biên tập). Ngày 1 tháng 6 năm 2006.
- Chapter 13 (trong I’d Kill for That, a serial novel. Marcia Talley). Ngày 1 tháng 5 năm 2004.
- The Yi-Ching: A Yarrow-ing Experience (trong I Should Have Stayed Home: The Worst Trips of Great Writers. R. Rapoport & M. Castanera biên tập). Ngày 1 tháng 10 năm 1994.
- La Bellini's Favors (trong Sisters in Crime 4. Marilyn Wallace biên tập). Ngày 1 tháng 1 năm 1991.

### Bài luận và lời nói đầu[6]
- "The Narrative of Arthur Gordon Pym of Nantucket" của Edgar Allan Poe (trong Thrillers: 100 Must Reads. David Morrell và Hank Wagner). Ngày 5 tháng 7 năm 2010.
- Đề tựa cho quyển Turning the Solomon Key của Robert Lomas. Ngày 1 tháng 9 năm 2007.

## Hoan nghênh
The Eight đã nhận được sự hoan nghênh của quốc tế khi phát hành và tiếp tục được xếp hạng là một tiểu thuyết giạt gân hàng đầu. Publishers Weekly cho biết, "Ngay cả những độc giả không quan tâm đến cờ vua cũng sẽ bị cuốn vào cuộc phiêu lưu kỳ ảo đáng kinh ngạc này… Neville có một niềm vui tuyệt vời khi viết lại lịch sử và biến nó thành sự thật. Với hai nhân vật nữ chính đáng tin cậy, hồi hộp không ngừng, gián điệp, giết người và một câu đố dường như là chìa khóa của toàn bộ truyền thống thần bí phương Tây, diễn giả hấp dẫn này đã vượt lên trên cấp độ giải trí thoát ly bậc nhất." The Washington Post đã gọi The Eight là "Một câu trả lời mang tính nữ quyền cho phim Raiders of the Lost Ark". Tờ Boston Herald ca ngợi cuốn tiểu thuyết là "Đối trọng nữ giới với quyển The Name of the Rose của Umberto Eco… Khó mà hạ bệ nổi."
A Calculated Risk được chọn làm cuốn Sách Nổi bật của NY Times cho năm 1992. Newgate Callendar của NY Times Book Review cho biết, "Không bao giờ là một khoảnh khắc buồn tẻ, và cô Neville khiến điều đó trở nên hợp lý hơn bởi vì kiến thức sâu sắc của cô ấy về cách hoạt động của ngân hàng quốc tế. Cô ấy dựng truyện tốt và đưa người đọc đi qua những âm mưu và hậu thuẫn của các tập đoàn to lớn…[A Calculated Risk] khuấy động hết làn sóng này đến làn sóng phấn khích".
Booklist gọi cuốn The Magic Circle là tác phẩm "hấp dẫn" và lưu ý rằng "những người hâm mộ của tiểu thể loại mới nổi đó —– truyện giật gân thiên niên kỷ —- sẽ muốn thêm phần này vào danh sách đọc của họ." Beth Dora Reisberg của tạp chí January Magazine đã mệnh danh The Magic Circle là một "tour de force" (tiếng Pháp: thành tựu xuất chúng).
The Fire, phần tiếp theo The Eight của Neville, đứng đầu danh sách bán chạy nhất trên toàn thế giới và nhanh chóng trở thành sách bán chạy nhất của New York Times. Trong một bài đánh giá năm 2008 trên tờ The Independent của London, Barry Forshaw tuyên bố rằng The Fire hay hơn nhiều so với Mật Mã Da Vinci. Tờ Chicago Sun-Times cho biết, "sự tiếp nối của Katherine Neville với The Eight, một tác phẩm kinh điển đình đám đã gây ấn tượng với nhiều độc giả như một tiền thân thông minh và văn học hơn cho cuốn Mật Mã Da Vinci của Dan Brown... The Fire gây ấn tượng mạnh về khía cạnh văn học cũng như về hành động, giải đố và hồi hộp... Đây là một cuốn sách đáng được thưởng thức khi đọc và được ngưỡng mộ vì vẻ đẹp của thành quả mà nó đã đạt được."
Sách của Neville trở thành tác phẩm bán chạy nhất ở nhiều quốc gia và xuất hiện trong nhiều danh sách bán chạy nhất ngay tại nước Mỹ, bao gồm: USA Today, NY Times, Publishers Weekly, Wall Street Journal, Indie List, Seattle Times, San Francisco Chronicle, Los Angeles Times, Washington Post, St Paul Pioneer Press, và Denver Post.

## Giải thưởng và Danh hiệu
- 1988: Katherine Neville nhận được cuộc phỏng vấn toàn trang đầu tiên dành cho một tác giả chưa được xuất bản, trên tờ Publishers Weekly.[15]
- 1989: The Eight được bình chọn là "Critics' Choice" bởi các biên tập viên của tạp chí People Magazine.[16]
- 1992: A Calculated Risk được bình chọn là "Cuốn sách đáng chú ý của năm trên New York Times."[17]
- 1990: The Eight nhận được giải thưởng dành cho "Best Historic Fiction" (Sách hư cấu lịch sử hay nhất) từ các biên tập viên của tạp chí Romantic Times Magazine.[18]
- 1991: Katherine Neville là diễn giả chính được mời tại Âteneo de Madrid đầy danh giá.[14]
- 1999: The Eight, trong một cuộc thăm dò độc giả toàn quốc của tạp chí nổi tiếng của Tây Ban Nha El Pais, được bình chọn là một trong mười cuốn sách hay nhất mọi thời đại.[19]
- 2000: Katherine Neville được trao tặng Huân chương Công trạng của Bộ Văn hóa Thổ Nhĩ Kỳ.[14]
- 2009: Neville được trao Giải thưởng Silver Nautilus Book Award for Visionary Fiction cho cuốn tiểu thuyết của bà mang tên The Fire (phần tiếp theo của The Eight.)[20]
- 2010: The Eight được các biên tập viên của "Thrillers: 100 Must-Reads" (Oceanview Press) đưa vào danh sách một trong một trăm cuốn tiểu thuyết giật gân hay nhất mọi thời đại.[21]
- 2018: National Public Radio đưa The Eight vào trong danh sách "Audience Picks: 100 Best Killer Thrillers".[22]
- 2019: Amazon.com đưa The Eight vào trong danh sách "100 Mysteries & Thrillers to Read in a Lifetime".[23]

## Thành viên Ban Quản trị & Tài trợ
- Katherine Neville là tác giả đầu tiên được mời phục vụ trong Ban Cố vấn của Thư viện Smithsonian ở Washington, DC, nơi bà vẫn giữ danh hiệu, đã phục vụ đủ ba nhiệm kỳ. Tài trợ của Smithsonian:
  - Neville đồng tài trợ, với Tiến sĩ Karl Pribram, Giải thưởng Nhà giáo dục Trung cấp Neville-Pribram của Thư viện Smithsonian, khoản tài trợ đầu tiên ở Hoa Kỳ dành cho giáo viên trung cấp ở trường trung học cơ sở, trung học phổ thông và đại học.[24]
  - Neville đã tạo ra Lễ kỷ niệm 50 năm: Tôn vinh Tác giả Nổi tiếng của Thư viện Smithsonian - một loạt phim ngắn về sự tôn vinh cá nhân đối với tầm quan trọng của thư viện của các nhà báo, sử gia, tiểu thuyết gia và nhà thơ từng đoạt giải thưởng.[25]
- Katherine Neville cũng tạo ra và tài trợ cho Nghệ thuật trong Văn học: Giải thưởng Mary Lynn Kotz, do hai tổ chức uy tín: Thư viện Virginia và Bảo tàng Mỹ thuật Virginia đồng trao tặng. Giải thưởng, cho sự xuất sắc trong việc viết về nghệ thuật thị giác, là giải thưởng đầu tiên thuộc loại này, được trao ở nhiều hạng mục, bao gồm lịch sử, tiểu sử, tiểu thuyết, thơ ca, báo chí, văn học tuổi mới lớn và danh mục bảo tàng.[26]
- Katherine Neville là một trong những người đồng sáng lập tài trợ ban đầu của Hiệp hội Nhà văn Giật gân Quốc tế.[27]
- Neville hiện đang phục vụ trong Ban Cố vấn của Tổ chức Hiệp hội Tác giả ở New York.